# Senatus consultum ultimum
Der lateinische Begriff senatus consultum ultimum (äußerster Beschluss des Senats, kurz SCU) bezeichnet den Staatsnotstand in der späten römischen Republik, verhängt durch den Senat.
Der Beschluss bevollmächtigte die beiden Konsuln, alles zu unternehmen, um Schaden vom Staat abzuwenden („videant consules, ne quid res publica detrimenti capiat“; deutsch „Mögen die Konsuln zusehen, dass der Staat keinen Schaden nehme“). Die Vollmachten werden bei Sallust in De coniuratione Catilinae beschrieben. Mittels des senatus consultum ultimum konnte der Senat den Ausnahmezustand ausrufen und den Konsuln diktatorische Vollmachten übertragen. Das senatus consultum ultimum war vornehmlich als senatorische Waffe in Reaktion auf die Folgen der revolutionären Phase des Volkstribunats geschaffen worden.
Zwar waren Gewaltanwendungen, Hinrichtungen römischer Bürger ohne Gerichtsurteil und Truppenaushebungen möglich, andererseits schützte das senatus consultum ultimum nicht vor späterer Anklage, da die Popularen die Rechtmäßigkeit dieses eigens zu ihrer Bekämpfung eingerichteten Notstands nie anerkannten. So wurde Lucius Opimius, der sich als erster auf einen solchen Beschluss vom Jahre 121 v. Chr. hatte berufen können, als Mörder des Gaius Gracchus angeklagt, von diesem Vorwurf jedoch freigesprochen; weniger Glück hatte Marcus Tullius Cicero, der für die Hinrichtung der Anhänger von Lucius Sergius Catilina in die Verbannung geschickt wurde.
Trotz des Namens war das SCU nicht die letzte Notmaßnahme des Senats, sondern die zweitletzte, da die – zur Hoch-Zeit der Republik unübliche – Einsetzung eines Diktators noch darüber hinausging und ebenfalls durch den Senat erfolgte.

## Überlieferte Anwendungsfälle
Es gibt insgesamt 14 unumstritten überlieferte senatus consulta ultima, ein in der Fachwelt umstrittenes und zwei zwar überlieferte, aber nicht historische.
Die 14 gesicherten SCU:
- 121 v. Chr. gegen Gaius Sempronius Gracchus und Fulvius Flaccus[5]
- 100 v. Chr. gegen Lucius Appuleius Saturninus und Gaius Servilius Glaucia[6]
- 83 v. Chr. gegen Lucius Cornelius Sulla Felix
- 77 v. Chr. gegen Marcus Aemilius Lepidus
- 63 v. Chr. gegen Lucius Sergius Catilina[7]
- 62 v. Chr. gegen Quintus Caecilius Metellus Nepos
- 52 v. Chr. wegen des Tumultes nach der Tötung des Publius Clodius Pulcher
- 49 v. Chr. gegen Gaius Iulius Caesar
- 48 v. Chr. gegen Marcus Caelius Rufus
- 47 v. Chr. gegen Lucius Trebellius und Publius Cornelius Dolabella
- 43 v. Chr. gegen Marcus Antonius
- 43 v. Chr. gegen Octavianus
- 43 v. Chr. für Octavianus als Rücknahme des vorherigen und als Huldigung für ihn
- 40 v. Chr. als Vorgeplänkel zur Verurteilung des Quintus Salvidienus Rufus Salvius

Plutarch überliefert ein senatus consultum ultimum für das Jahr 133 v. Chr. gegen Tiberius Gracchus,  das von der Forschung als nicht historisch angesehen wird. Für gänzlich fiktiv werden die bei Livius genannten senatus consulta ultima der Jahre 464 v. Chr. und 384 v. Chr. angesehen.